# Phil Alden Robinson
Phil Alden Robinson (Long Beach, 1º marzo 1950) è un regista e sceneggiatore statunitense.

## Biografia
Phil Alden Robinson è nato il 1 marzo 1950 a Long Beach (Long Island, New York).
È scrittore e regista, noto per L'uomo dei sogni (1989), candidato all'Oscar al miglior film, I signori della truffa (1992) e Al vertice della tensione (2002).

## Filmografia

### Regista
- Il pomo di Adamo (In the Mood, 1987)
- L'uomo dei sogni (Field of Dreams, 1989)
- I signori della truffa (Sneakers, 1992)
- Freedom Song (2000) (Film TV)
- Band of Brothers - Fratelli al fronte (Band of Brothers, 2001) (Miniserie Televisiva) - episodio 1x01
- Al vertice della tensione (The Sum of All Fears, 2002)
- 90 minuti a New York (The Angriest Man in Brooklyn, 2014)
- The Good Wife (2009 - 2016) (Serie Televisiva) - episodio 7x19

### Sceneggiatore
- Trapper John (Trapper John, M.D., 1979 - 1986) (Serie Televisiva) - episodi 2x07 e 3x02
- Nick lo scatenato (Rhinestone, 1984)
- Ho sposato un fantasma (All of Me, 1984)
- Fletch - Un colpo da prima pagina (Fletch, 1985) - non accreditato
- Il pomo di Adamo (In the Mood, 1987)
- L'uomo dei sogni (Field of Dreams, 1989)
- Senza Limiti (Relentless, 1989)
- Papà è un fantasma (Ghost Dad, 1990) - come Chris Reese
- I signori della truffa (Sneakers, 1992)
- L'ultimo appello (The Chamber, 1996) - come Chris Reese
- Freedom Song (2000) (Film TV)
- The Good Fight (2017- in corso) (Serie Televisiva) - co-creatore e sceneggiatore episodio 1x01